# ویر شولز (کارولینای جنوبی)
ور شوول(به انگلیسی: Ware Shoals) شهری در ایالت کارولینای جنوبی کشور ایالات متحده آمریکا است که جمعیت آن در سرشماری سال ۲۰۱۰ میلادی، ۲٬۱۷۰ نفر بوده‌است.